# Polimerizzazione in emulsione
La polimerizzazione in emulsione è un tipo di polimerizzazione a catena radicalica in cui l'ambiente di reazione è inizialmente costituito da un monomero, un solvente (in genere acqua) e un tensioattivo. Il tensioattivo ha lo scopo di stabilizzare la formazione di piccole gocce di monomero, che costituiscono la fase dispersa del sistema, mentre il solvente acquoso costituisce la fase continua. Il monomero non è solubile in acqua, ma lo è l'iniziatore.
Possono inoltre essere presenti degli agenti emulsionanti o stabilizzanti, quali alcool polivinilici oppure idrossietilcellulosa.
I risultati della prima reazione di polimerizzazione in emulsione furono pubblicati nel 1927 da Ray P. Dinsmore.

## Meccanismo

Rappresentazione del processo di polimerizzazione in emulsione.

I primi studi per spiegare nel dettaglio il meccanismo della polimerizzazione in emulsione risalgono al 1940, ad opera di Smith e Ewart, e Harkins.
Secondo la teoria di Smith-Ewart-Harkins la polimerizzazione in emulsione avviene attraverso le seguenti fasi:
- il monomero viene disperso o emulsionificato in una soluzione acquosa contenente il tensioattivo, formando grosse gocce di monomero circondate dal solvente (acqua);
- il tensioattivo in eccesso forma delle micelle nell'acqua; in tali micelle le teste polari del tensioattivo sono rivolte verso l'esterno della micella, mentre le code apolari sono rivolte verso l'interno; la quantità di micelle che si forma dipende dalla quantità di tensioattivo, che deve essere maggiore della "concentrazione micellare critica" (CMC); le dimensioni sono di 100-200 Ǻ e la concentrazione di 1014 micelle/cm3;
- piccole quantità di monomero sono solubilizzate in acqua;
- viene introdotto un iniziatore (idrosolubile) che forma una specie radicalica; quando il radicale incontra il monomero solubile in acqua si ha la formazione di una specie oligomerica (z-amero) che rapidamente diventa incompatibile con il mezzo acquoso e diffonde verso le fasi disperse presenti nel sistema (micelle o gocce di monomero); siccome l'area totale della superficie delle tantissime micelle (che si comportano da "reattori") è maggiore dell'area delle poche gocce di dimensioni maggiori di monomero ("serbatoi" di reagente), lo z-ametro diffonderà prevalentemente all'interno delle micelle;
- propagazione della polimerizzazione all'interno delle micelle (con allungamento della catena polimerica); quindi le micelle rigonfiano e le gocce serbatoio continuano per diffusione a rifornire di monomero le micelle; si ha la formazione di un "lattice" costituito da queste gocce rigonfiate di monomero/polimero, le quali però tendono a collassare quindi è necessaria una vigorosa agitazione;
- terminazione del processo di polimerizzazione all'interno delle micelle, in seguito all'arrivo del secondo radicale; ogni 10 secondi si avrà terminazione (che dura altrettanti 10 secondi); le micelle sono pertanto attive solo per la metà del tempo, o, viceversa, nello stesso tempo sono attive la metà delle micelle;
- quando la percentuale di conversione supera il 70%, le gocce serbatoio non riescono più a rifornire di monomero le micelle-reattori e quindi la concentrazione del monomero nel "lattice" diminuisce, tendendo a diminuire la velocità di polimerizzazione;
- altro monomero o iniziatore può essere introdotto all'interno del sistema, in modo da continuare il processo.

Il prodotto finale del processo, talvolta chiamato impropriamente "emulsione", è in realtà una dispersione.
La teoria di Smith-Ewart-Harkins non prevede il caso in cui il monomero sia parzialmente solubile in acqua (come avviene nel caso del metilmetacrilato o del vinilacetato), in questo caso si può avere nucleazione omogenea, ovvero il polimero può formarsi anche in assenza di tensioattivo.

## Vantaggi e svantaggi
Vantaggi
- viscosità ridotta;
- nella polimerizzazione in emulsione si hanno elevate velocità di polimerizzazione e si ottengono molecole ad elevato peso molecolare;
- la presenza dell'acqua come solvente assicura una rimozione del calore di reazione piuttosto efficiente;
- siccome il polimero viene circondato dal tensioattivo, la viscosità del sistema non si discosta molto da quella dell'acqua, e in questa maniera non si va incontro all'effetto gel;
- nel caso in cui il prodotto finale sia l'emulsione stessa, non si ha bisogno di ulteriori operazioni di separazione;
- non si ha la formazione di composti organici volatili.

Svantaggi
- il tensioattivo e gli altri additivi aggiunti durante il processo di polimerizzazione non sono facilmente separabili dal prodotto finale;
- nel caso in cui il prodotto finale sia il polimero solido, è necessario fornire una elevata quantità di calore per allontanare l'acqua dall'emulsione.

## Polimeri per emulsione
Ecco una lista di polimeri ottenibili tramite il processo di polimerizzazione per emulsione:
- polivinilacetato (PVAc)
- policloroprene
- poliacrilati
- polivinilcloruro (PVC)[6][7]
- poliacrilammide
- copolimeri del polistirene
- polibutadiene
- poliacrilonitrile (PAN)
- politetrafluoroetilene (PTFE)[8]
- polistirene (PS).